# Reserva Natural de Magadan

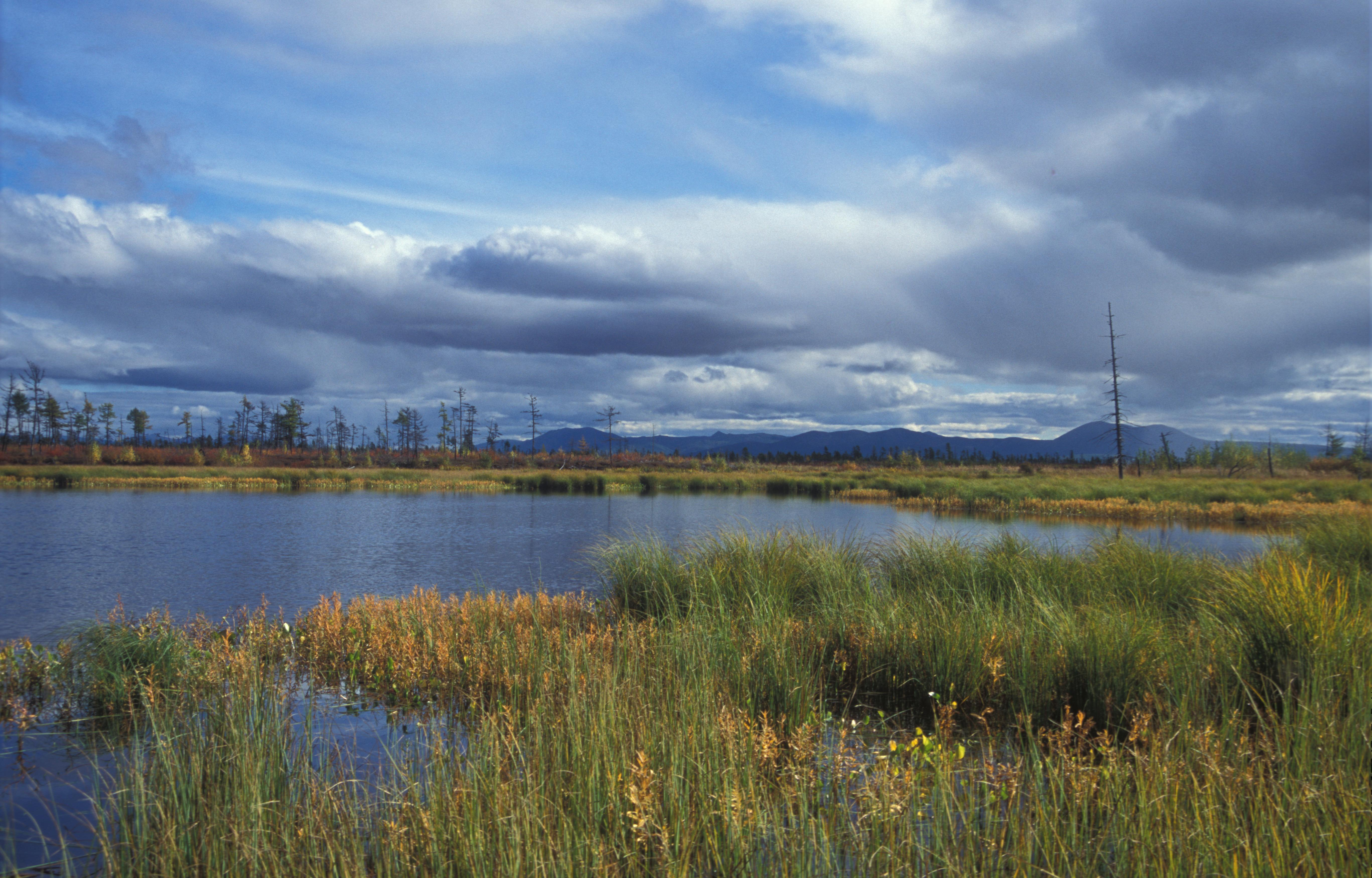
Reserva Natural de Magadan

A Reserva Natural de Magadan (em russo: Магаданский заповедник) é uma área protegida na Rússia, localizada em quatro diferentes setores da região de Magadan, no Extremo Oriente Russo, incluindo a costa norte do Mar de Okhotsk. Todos os setores estão longe uns dos outros, têm diferentes climas, topografia, flora e fauna, e não há assentamentos ou rotas de transporte. Os córregos do território são alguns dos locais de maior presença de salmão. Um setor, a ilha de Yamskogo, é o lar de colónias de aves marinhas, com um total de até 6 milhões de aves. A reserva está situada no distrito de Olsky, no Oblast de Magadan. Recentemente, a reserva experimentou visitas de cruzeiros muito limitadas (menos de 200 passageiros) a uma das ilhas e planos estão sendo estudados para encontrar formas de aumentar o eco-turismo educacional na área altamente inacessível.

## Topografia
O maior setor, de nome Cava Chelomdzhinskogo (624.456 hectares), está no canto sudoeste de Magadan. É separado do mar de Okhotsk por duas reservas de natureza regionais (o Kava e Kavinskaya). O segundo maior sector é Seymchansky (117.839 hectares), no interior do rio Colima, a 520 km da cidade de Magadan. O terceiro maior sector é a área de Ola (103.434 hectares), na Península de Koni, que se estende até o Mar de Okhotsk. O quarto sector é a parcela de Yamskogo (38 809 hectares), no sudoeste da região, e é dividido em subsecções costeiras, inundáveis e insulares. A cidade mais próxima, Magadan, encontra-se a 180 quilómetros de distância.

## Clima e eco-região
Esta reserva está localizada na ecorregião montanhosa de tundra de Cherskii-Kolyma. A ecorregião abrange as áreas montanhosas do nordeste da Sibéria. É uma ecorregião de extremo frio e extrema aridez.
O clima de Magadan é o clima continental húmido, caracterizado por longos invernos frios e verões curtos e frescos.